# Living Dead Girl
„Living Dead Girl” – piosenka industrial metalowa stworzona na pierwszy album studyjny amerykańskiego wokalisty Roba Zombie Hellbilly Deluxe (1998). Wyprodukowany przez Zombie i Scotta Humphreya, utwór wydany został jako drugi singel promujący krążek dnia 16 lutego 1999 roku. Tytuł piosenki nawiązuje do niskobudżetowego horroru w reżyserii Jeana Rollina z 1982 roku. Zdanie rozpoczynające kompozycję: „Kim jest ta nieodparta istota, pałająca niepowstrzymaną miłością do zmarłych” pochodzi ze zwiastuna włoskiego filmu grozy Lady Frankenstein (1971). Wykorzystana zostaje także muzyka ze ścieżki dźwiękowej do filmu exploitation Ostatni dom po lewej (The Last House on the Left, 1972). Podczas trwania utworu padają kolejne odniesienia do horrorów klasy „B”, takich jak Dzieci nocy (Les Lèvres rouges, 1971) i Elza − Wilczyca z SS (Ilsa, She Wolf of the SS, 1975), oraz komedii z Vincentem Price'm Dr. Goldfoot and the Bikini Machine (1965) i Dr. Goldfoot and the Girl Bombs (1966). „Living Dead Girl” tworzy tracklisty kompilacji Roba Zombie Past, Present & Future (2003) i The Best of Rob Zombie (2006) oraz remix albumu American Made Music to Strip By (1999). W 1998 po „Subliminal Seduction Mix” autorstwa Charliego Clousera sięgnęli reżyserzy Narzeczonej laleczki Chucky (Bride of Chucky) i Psychola (Psycho). Teledysk promujący „Living Dead Girl” bazował na ekspresjonistycznym stylu klasycznego Gabinetu doktora Caligari (Das Cabinet des Dr. Caligari, 1920). W wideoklipie Rob Zombie odegrał postać szalonego doktora, natomiast jego żona, aktorka Sheri Moon, wystąpiła jako tytułowa „Żywa Martwa Dziewczyna”. Klip imituje kino nieme, korzystając z plansz tekstowych i ziarnistości obrazu. Podobnie, jak klasyk z 1920, nakręcony został w czerni i bieli, a następnie poddany koloryzacji sepią. Reżyserami teledysku są Zombie i Joseph Kahn.

## Twórcy
- Wokale, tekst utworu, produkcja, kierownictwo artystyczne: Rob Zombie
- Mastering: Tom Baker
- Produkcja, programming, miksowanie, inżynieria dźwięku: Scott Humphrey, współpr. Paul DeCarli, Chris Lord-Alge, Frank Gyner
- Gitara: Mike Riggs
- Gitara basowa: Rob „Blasko” Nicholson
- Bęben: John Tempesta

## Pozycje na listach przebojów
| Kraj              | Notowanie (1999)       | Wydawca   | Najwyższa pozycja |
| ----------------- | ---------------------- | --------- | ----------------- |
| Stany Zjednoczone | Mainstream Rock Tracks | Billboard | 7                 |
| Stany Zjednoczone | Modern Rock Tracks     | Billboard | 22                |